# Swoszowice

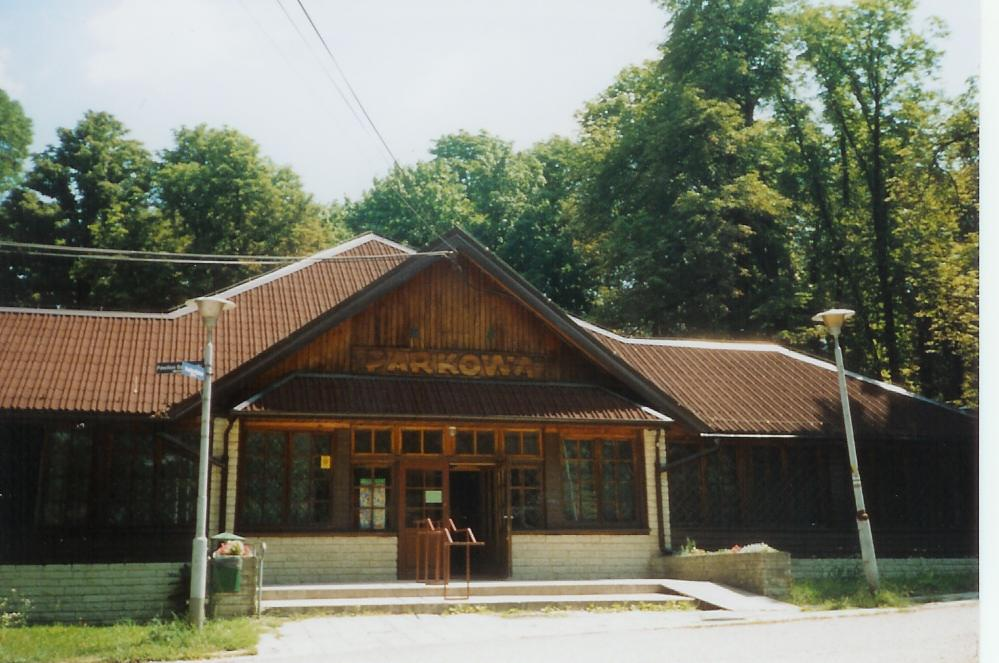
Restaurant im Park des Kurorts

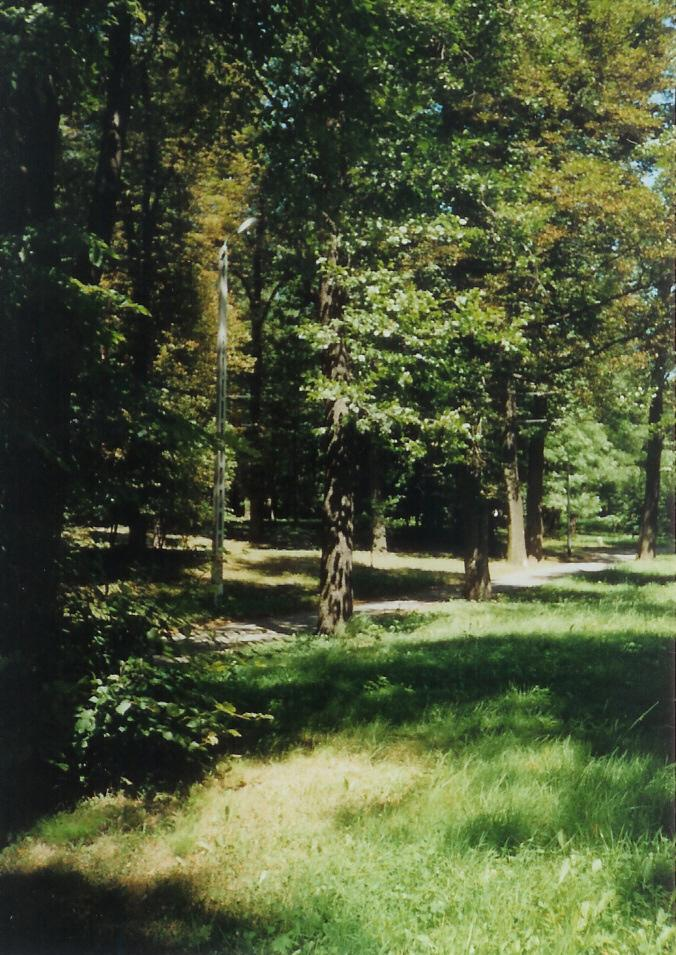
Park in Swoszowice

Swoszowice ist ein Kurort (Osiedle Uzdrowisko Swoszowice) im Süden der Stadt Krakau in Polen, der namensgebend für den Stadtbezirk X Swoszowice ist.

## Geschichte
Der Ort wurde am 12. März 1362 als Swosszow erstmals urkundlich erwähnt. Der besitzanzeigende Name, vom Personennamen Swosz abgeleitet, wurde bald von der patronymischen Form mit dem Suffix -(ow)ice ersetzt.
Ab 1422 wurde dort Schwefel gefördert.
Politisch zählte der Ort zunächst zum Königreich Polen (ab 1569 in der Adelsrepublik Polen-Litauen), Woiwodschaft Krakau, Kreis Szczyrzyc. Bei der ersten Teilung Polens kam Swoszowice 1772 zum neuen Königreich Galizien und Lodomerien des habsburgischen Kaiserreichs (ab 1804).
Der Kurort wurde in den Jahren 1800 bis 1831 von Feliks Radwański (1756–1826) gegründet. Das Badehaus aus dieser Zeit ist bis heute tätig. Im 19. Jahrhundert wurde er zu einer der beliebtesten Kurorte in Polen, besonders bei den Stadtbürgern von Krakau. Dort kurierten sich u. a. Julian Ursyn Niemcewicz und Hugo Kołłątaj. Die Geologie von Swoszowice wurde von Stanisław Staszic beschrieben. Die Landschaft wurde von Hipolit Lipiński künstlerisch verewigt. 1855 wurde in Swoszowice Edmund von Neusser geboren. Auch viele Juden siedelten sich dort an, die einige Synagogen bauten. Im späten 19. Jahrhundert wurde eine Bastion der Festung Krakau erbaut.
Im Jahr 1900 verfügte die Gemeinde Swoszowice im Bezirk Podgórze über eine Fläche von 224 Hektar mit 122 Häusern und 871 Einwohnern, davon waren alle Bewohner polnischsprachig, außer 1224 römisch-katholische lebten dort 90 Juden, zum Gutsgebiet gehörten: 80 Hektar, 10 Häuser, 44 polnischsprachige Einwohner, 29 römisch-katholische, 15 Juden.
Nach dem Ende des Ersten Weltkriegs 1918 und dem Zusammenbruch der K.u.k.-Monarchie kam das Dorf zu Polen. Im Jahr 1921 hatte Swoszowice 146 Gebäude und 985 Einwohner.
Es wurde im Jahr 1973 nach Krakau eingemeindet. Am 26. September 2006 wurde der Stadtteil als die erste und einzige administrative Einheit in Krakau aus dem gleichnamigen Stadtbezirk unter dem Namen Osiedle Uzdrowisko Swoszowice ausgegliedert, um die Aktivität des Kurorts zu erleichtern. Das ehemalige Dorf hat jetzt um 3000 Einwohner.